# Аборты в Италии
Аборты в Италии легальны с 1978 года благодаря закону 194 до 12 недель беременности и до 5 месяцев в случае медикаментозного прерывания беременности.

## История
Закон 194, принятый в 1978 году, разрешает аборты.

## Законодательство
До 90 дней беременности аборт разрешён для женщин, чьё физическое или психическое здоровье может быть в опасности. Лицо, желающее сделать аборт, должно обратиться к врачу по своему выбору, в общественную консультацию или в медико-социальное учреждение. После 90 дней беременности аборт допускается только при наличии серьёзной угрозы жизни женщины или при выявленных аномалиях развития плода, подвергающих её опасности.
Для религиозных объединений закон 194/78 не гарантирует право на прерывание беременности, а представляет собой частичную декриминализацию.

## Оговорка о совести
Использование оговорки о совести медицинским персоналом особенно широко распространено в Италии. 70% итальянских врачей отказываются от совершения абортов по соображениям совести, а в некоторых регионах этот процент достигает 90%.
Многие женщины вынуждены обращаться в несколько учреждений, что ещё больше усугубляло трудности с доступом к аборту во время пандемии COVID-19 в Италии, так как были приняты меры, ограничивающие поездки, и многие гинекологические учреждения перепрофилированы.

## Статистика
В 2016 году в Италии было сделано 84 926 абортов. Наибольшее количество абортов, сделанных за год, составило 234 801 в 1982 году.